# Tipula (Acutipula) bicompressa
Tipula (Acutipula) bicompressa is een tweevleugelige uit de familie langpootmuggen (Tipulidae). De soort komt voor in het Palearctisch gebied.